# راه‌آهن (نقاشی)
راه‌آهن که بیشتر با نام ایستگاه سن-لازار (به فرانسوی: Gare Saint-Lazare) شناخته شده‌است، یک نقاشی رنگ روغن است که توسط ادوار مانه نقاش امپرسیونیست فرانسوی در سال ۱۸۷۳ میلادی کشیده شده‌است؛ این آخرین نقاشی مانه از مدل دلخواه و همکار نقاشش ویکتورین مورنت، مدل نقاشی‌های پیشین او المپیا و ناهار در چمنزار است. این نقاشی در سال ۱۸۷۴ در نمایشگاه سالن پاریس نمایش داده شد و در سال ۱۹۵۶ به نگارخانه ملی هنر در واشینگتن دی. سی اهدا شد.